# 王經 (成化進士)
王經（1439年—？），字允常，直隸蘇州府長洲縣人，民籍。明朝政治人物。進士出身。

## 生平
應天府鄉試第五十七名。成化八年（1472年）壬辰科會試第二百十四名，殿試登進士第三甲第一百四十七名。

## 家族
曾祖父王仲榮。祖父王惟善。父亲王讓，曾任教諭。